# Fredrik Anton av Schwarzburg-Rudolstadt
Fredrik Anton (tyska: Friedrich Anton), född den 14 augusti 1692 i Rudolstadt, död där den 1 september 1744, var 1718-1744 regerande furste av Schwarzburg-Rudolstadt.

## Biografi
Fredrik Anton var son till furst Ludvig Fredrik I av Schwarzburg-Rudolstadt och dennes hustru Anna Sofia av Sachsen-Altenburg. Han efterträdde sin fader som regerande furste den 24 juni 1718.
Fredrik Anton var gift två gånger, första gången den 8 oktober 1720 i Saalfeld med Sofia Wilhelmina av Sachsen-Saalfeld (1690-1727), dotter till hertig Johan Ernst av Sachsen-Saalfeld. Paret fick tre barn av vilka två uppnådde vuxen ålder:
- Johan Fredrik (1721-1767), vilken efterträdde fadern som regerande furste 1744-1767
- Sofia Albertina (1724-1799)

Sitt andra äktenskap ingick Fredrik Anton den 31 december 1729 i Stadtilm med prinsessan Christina Sofia av Ostfriesland (1688-1750), dotter till furst Christian Eberhard av Ostfriesland. Detta äktenskap var barnlöst.